# Eagle Lake (Wisconsin)
Eagle Lake è un comune (CDP) degli Stati Uniti, situato in Wisconsin, nella Contea di Racine.